# Thwaitesia glabicauda
Thwaitesia glabicauda är en spindelart som beskrevs av Zhu 1998. Thwaitesia glabicauda ingår i släktet Thwaitesia och familjen klotspindlar. Inga underarter finns listade i Catalogue of Life.